# Albert E. Brown

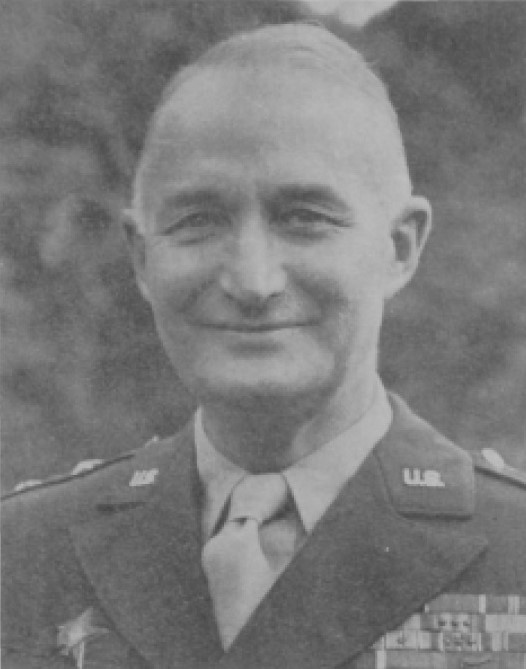
Albert E. Brown

Albert Eger Brown (* 13. Juni 1889 in Charleston, South Carolina; † 12. Oktober 1984 in Nashville, Tennessee) war ein Generalmajor der United States Army. In den 1940er Jahren kommandierte er hintereinander drei Infanteriedivisionen.

## Leben
Albert Brown war ein Sohn von Samuel Claude Brown und dessen Frau Fannie May Hertz. Er besuchte sowohl öffentliche als auch private Schulen seiner Heimat einschließlich der Charleston High School. Im Jahr 1907 schrieb er sich beim College of Charleston ein, wo er aber nur für ein Jahr blieb. In den Jahren 1908 bis 1912 absolvierte er die United States Military Academy in West Point. Nach seiner Graduation wurde er als Leutnant der Infanterie zugeteilt. In der Armee durchlief er anschließend alle Offiziersränge vom Leutnant bis zum Zwei-Sterne-General. Im Lauf seiner militärischen Karriere absolvierte Brown verschiedene Kurse und Schulungen. Dazu gehörten unter anderem der Infantry Officers Course, das Command and General Staff College, das United States Army War College und das Naval War College der United States Navy.
In seinen jüngeren Jahren absolvierte er den für Offiziere in den niederen Rangstufen üblichen Dienst in verschiedenen Einheiten und Standorten. Ab Januar 1914 war er mit dem 14. Infanterieregiment in Galveston in Texas stationiert. Von dort aus tat er an der mexikanischen Grenze Dienst, wo es damals zu Grenzkonflikten mit dem Nachbarstaat kam. In der Folge nahm er an der Mexikanischen Expedition und der Besetzung von Veracruz teil.
Während der Endphase des Ersten Weltkriegs war Albert Brown im Rahmen der American Expeditionary Forces in Frankreich eingesetzt. Dabei gehörte er der 183. Infanteriebrigade an, die der 92. Infanteriedivision unterstand. Brown war unter anderem an der Schlacht an der Marne und an Kämpfen in den Vogesen beteiligt.
In den 1920er und 1930er Jahren absolvierte er einige der oben angeführten Schulen. Zwischenzeitlich war er Dozent für Militärwissenschaft und Taktik an der University of North Dakota. Daneben war er Stabsoffizier bei den Truppen in Hawaii und im Kriegsministerium. Zwischen 1935 und 1938 gehörte er dem Infantry Board an, das sich vor allem mit Fragen der Bewaffnung und den Infanteriewaffen befasste. Danach kommandierte er bis Mai 1939 das 1. Bataillon des 29. Infanterieregiments und danach bis März 1940 das 1. Bataillon des 38. Infanterieregiments. Es folgte eine weitere Versetzung zum Stab des Kriegsministeriums, wo er zwischen April 1940 und März 1941 in der Haushaltsabteilung (Assistant to Chief of Budget & Legislative Planning Board) tätig war. Ab März 1941 leitete Brown diese Abteilung. Diese Aufgabe übte er bis zum Dezember 1941 aus.
Nach dem Eintritt der Vereinigten Staaten in den Zweiten Weltkrieg wurde Albert Brown zum Stab der 7. Infanteriedivision in Fort Ord in Kalifornien  versetzt. Diese wurde dann an verschiedenen Ausbildungsstandorten auf einen militärischen Einsatz vorbereitet. Zwischen dem 22. Oktober 1942 und dem 21. April 1943 hatte er das Kommando über diese Division, die damals an der Schlacht um die Aleuten beteiligt war. Brown wurde von anderen Generälen und Admirälen Fehlverhalten vorgeworfen, weil er nach deren Ansicht mit seiner Division nicht schnell genug vorankam. Daher wurde er von seinem Kommando entbunden. Brown kämpfte in den folgenden Jahren um seine Rehabilitierung, die er im Jahr 1949 erreichte, als er offiziell von jeglichem Fehlverhalten freigesprochen wurde. Nach dem vorzeitigen Ende dieses Kommando wurde Brown mit der Leitung des Infantry Replacement Training Center in Camp Wheeler in Georgia betraut. Dieses Amt bekleidete er zwischen Juni 1943 und Dezember 1944. Danach wurde er auf dem europäischen Kriegsschauplatz eingesetzt, wo er unter anderem den Ground Force Reinforcement Command befehligte.
Zwischen dem 21. April 1945 und dem 20. Juni 1946 hatte Brown das Oberkommando über die 5. Infanteriedivision, die ebenfalls in Europa operierte und in den westlichen Teilen der Tschechoslowakei und dann in Deutschland stationiert war. Dabei entdeckten seine Soldaten auch Massengräber ermordeter Juden des KZ-Außenlagers Helmbrechts. Brown verfügte, dass deutsche Zivilisten die Toten exhumieren und ordentlich auf einem Friedhof beerdigen sollten.
Daran schloss sich eine Versetzung nach Korea an. Dort hatte er zunächst zwischen Juni und September 1946 das Kommando über die 6. Infanteriedivision. Dann leitete er bis Dezember 1946 die gemeinsame amerikanisch-sowjetische Kommission zur Verwaltung Koreas. Danach war er bis März 1948 stellvertretender Kommandeur der dortigen amerikanischen Truppen. Zwischen Februar und April 1947 war er kommissarischer Kommandeur dieser Truppen.
Nach seiner Zeit in Korea wurde Brown zu den Vancouver Barracks im Bundesstaat Washington versetzt, wo er das Kommando über den Northern Military District erhielt, der der 6. Armee unterstand. Dieses Kommando hatte er zwischen September 1948 und dem 30. Juni 1949 inne. An diesem Tag trat er in den Ruhestand.
Albert Brown verbrachte den ersten Teil seines Lebensabends in Asheville in North Carolina. Danach zog er mit seiner Frau Jesse Sewell Weaver (1889–1982) nach Nashville. Er starb am 12. Oktober 1984 und wurde auf dem Nationalfriedhof Arlington beigesetzt. Sein Sohn Albert E. Brown Jr. absolvierte im Jahr 1940 ebenfalls die Militärakademie in West Point und kam kurz darauf bei einem Verkehrsunfall ums Leben.

## Orden und Auszeichnungen
Alber Brown erhielt im Lauf seiner militärischen Laufbahn unter anderem folgende Auszeichnungen:
- Legion of Merit
- Bronze Star Medal
- Mexican Service Medal
- World War I Victory Medal
- American Defense Service Medal
- American Campaign Medal
- Asiatic-Pacific Campaign Medal
- European-African-Middle Eastern Campaign Medal
- World War II Victory Medal
- Army of Occupation Medal
- Orden der Ehrenlegion (Frankreich)
- Kriegskreuz  (Frankreich)
- Tschechoslowakisches Kriegskreuz 1939 (Tschechoslowakei)
- Orden des Roten Sterns (Sowjetunion)